# 蒙大拿神翼龍屬
蒙大拿神翼龍（Montanazhdarcho）是神龙翼龙类的其中一屬，生活於白堊紀的北美，目前只知一個種小蒙大拿神翼龍（M. minor）。目前只有一部分的翅膀化石被發現，與其他的神龙翼龙类相比，蒙大拿神翼龍體型是比較小型，肱骨、脛骨與腕骨的破碎化石顯示蒙大拿神翼龍的翼展只有2.5公尺。尺骨與掌骨的長度相當，甚至更長。
蒙大拿神翼龍是由Kevin Padian、Armand de Ricqlès與Jack Horner於1995年首次描述，並在2002年完整敘述。

## 外部連結
- The Pterosaur Database （页面存档备份，存于）